# 작은보호탑해파리
작은보호탑해파리(영어: Turritopsis nutricula 투리토프시스 누트리큘라[*])는 히드라충강에 속하는 해파리의 일종이다. 전 세계 열대와 온대 지역에서 생활하며, 성적으로 성숙했다가 폴립 상태를 통해 어린 개체로 돌아갈 수 있다는 것이 알려지면서 '영생불사의 해파리'로도 알려져 있다.

## 영생불사의 삶
이 해파리는 먹이가 부족하거나 외부 환경이 나빠져 스트레스를 받게 되면 우산 모양의 몸이 뒤집히고 촉수와 바깥쪽 세포들이 몸 안으로 흡수되면서 세포덩어리로 돌아가며, 아래로 가라앉아 바위에 부착되면 교차분화를 통해 고착형 폴립이 된다. 이 폴립 상태를 반복하면 이론적으로 사고만 없다면 어린 개체로 돌아가 성장 과정을 되풀이해 영생의 삶을 살 수 있다고 알려져 있다. 참고로 굶거나 암에 걸려도 세포를 갈아버릴수있다